# Шаван сир Сиран
Шаван сир Сиран (фр. Chavannes-sur-Suran) је насељено место у Француској у региону Рона-Алпи, у департману Ен (Рона-Алпи).
По подацима из 2011. године у општини је живело 638 становника, а густина насељености је износила 29,67 становника/km².

## Демографија
| 1962. | 1968. | 1975. | 1982. | 1990. | 2011. |
| ----- | ----- | ----- | ----- | ----- | ----- |
| 440   | 386   | 336   | 393   | 419   | 638   |